# Tingri
'Tingri (chữ Tạng: དིང་རི་རྫོང་; Wylie: ding ri rdzon; ZWPY: Tingri Zong; tiếng Trung: 定日县; bính âm: Dìngrì Xiàn, Hán Việt: Định Nhật huyện), là một huyện của địa khu Xigazê (Nhật Khách Tắc), khu tự trị Tây Tạng, Trung Quốc. Huyện bao gồm phần thượng của thung lũng sông Arun River, cũng các thung lũng của các chi lưu của sông này cộng với các thung lũng Rongshar Tsangpo và Lapchi Gang Tsanpo. Tingri có ranh giới phía nam với rặng núi chính của dãy Himalaya bao gồm cả các đỉnh núi Everest (Chomolungma), Makalu và Cho Oyo.

### Trấn
- Hiệp Cách Nhĩ (协格尔镇)
- Cương Dát (岗嘎镇)

### Hương
| - Gia Thố (加措乡) - Nhung Hạt (绒辖乡) - Ni Hạt (尼辖乡) - Bồn Cát (盆吉乡) - Khúc Đang (曲当乡) - Trát Quả (扎果乡) | - Trát Tây Tông (扎西宗乡) - Trường Sở (长所乡) - Khúc Lạc (曲洛乡) - Thố Quả (措果乡) - Khắc Mã (克玛乡) |

Tingri
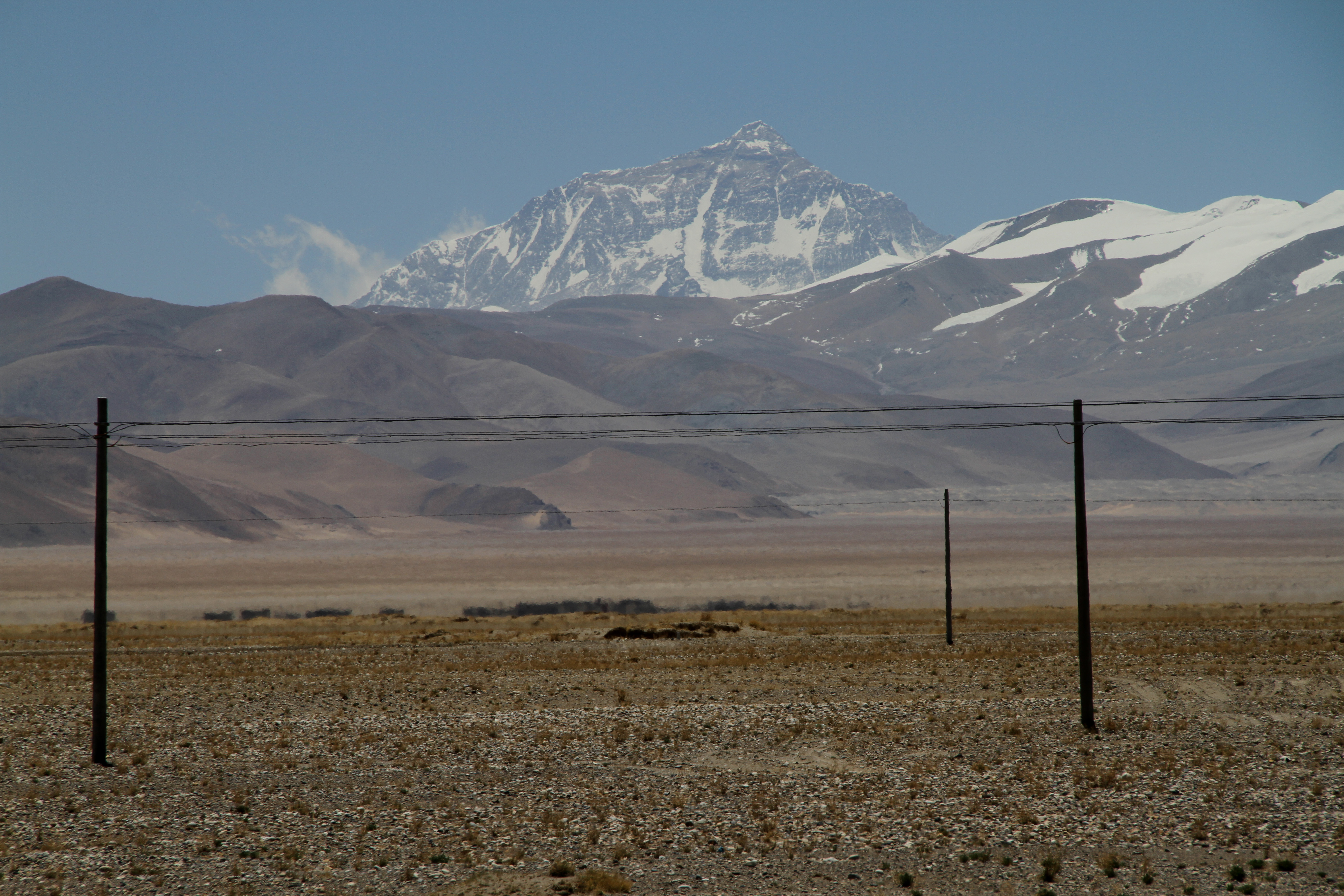
Mount Everest
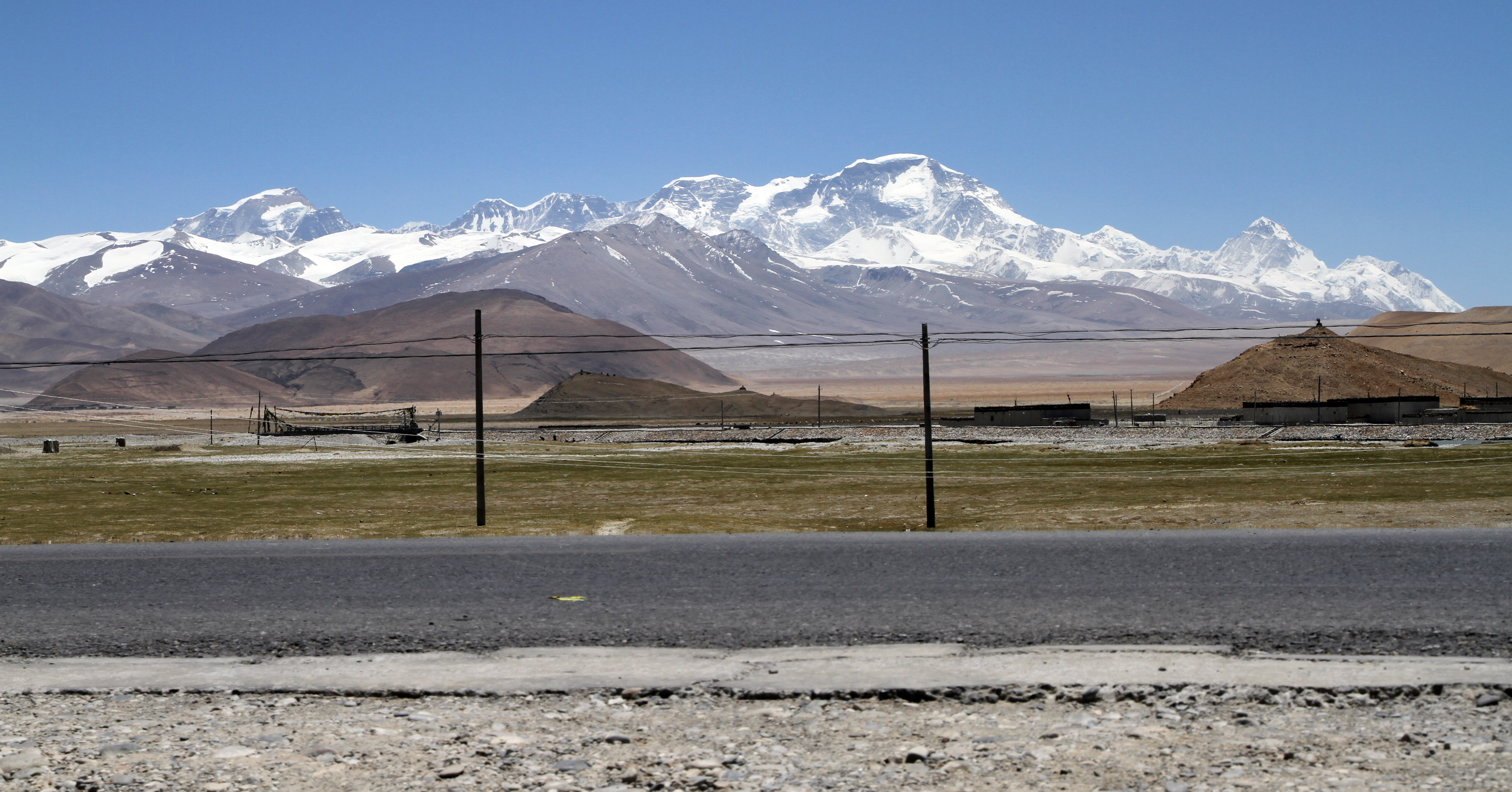
Himalaya
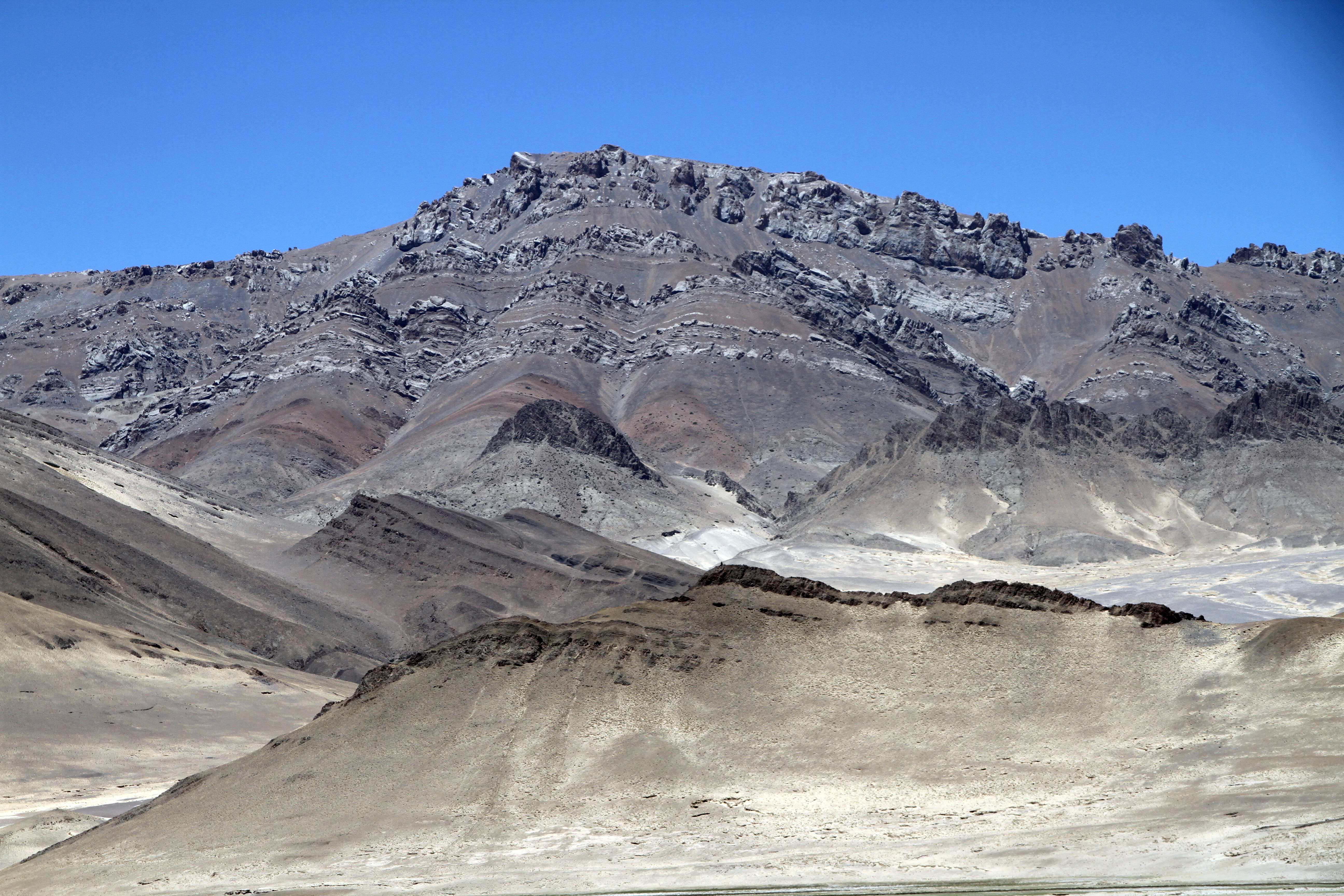
Lalung La to Shelkar
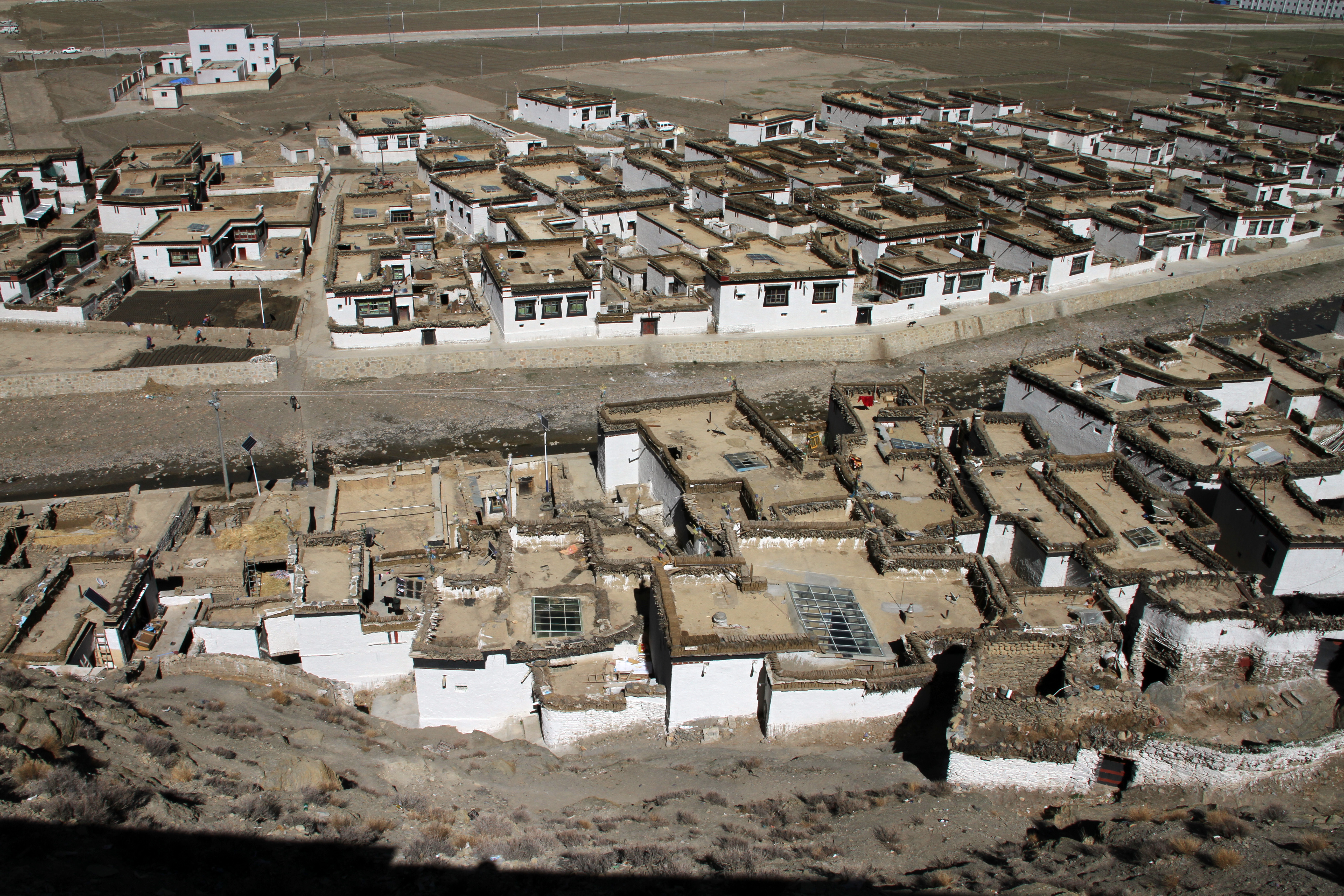
Shelkar
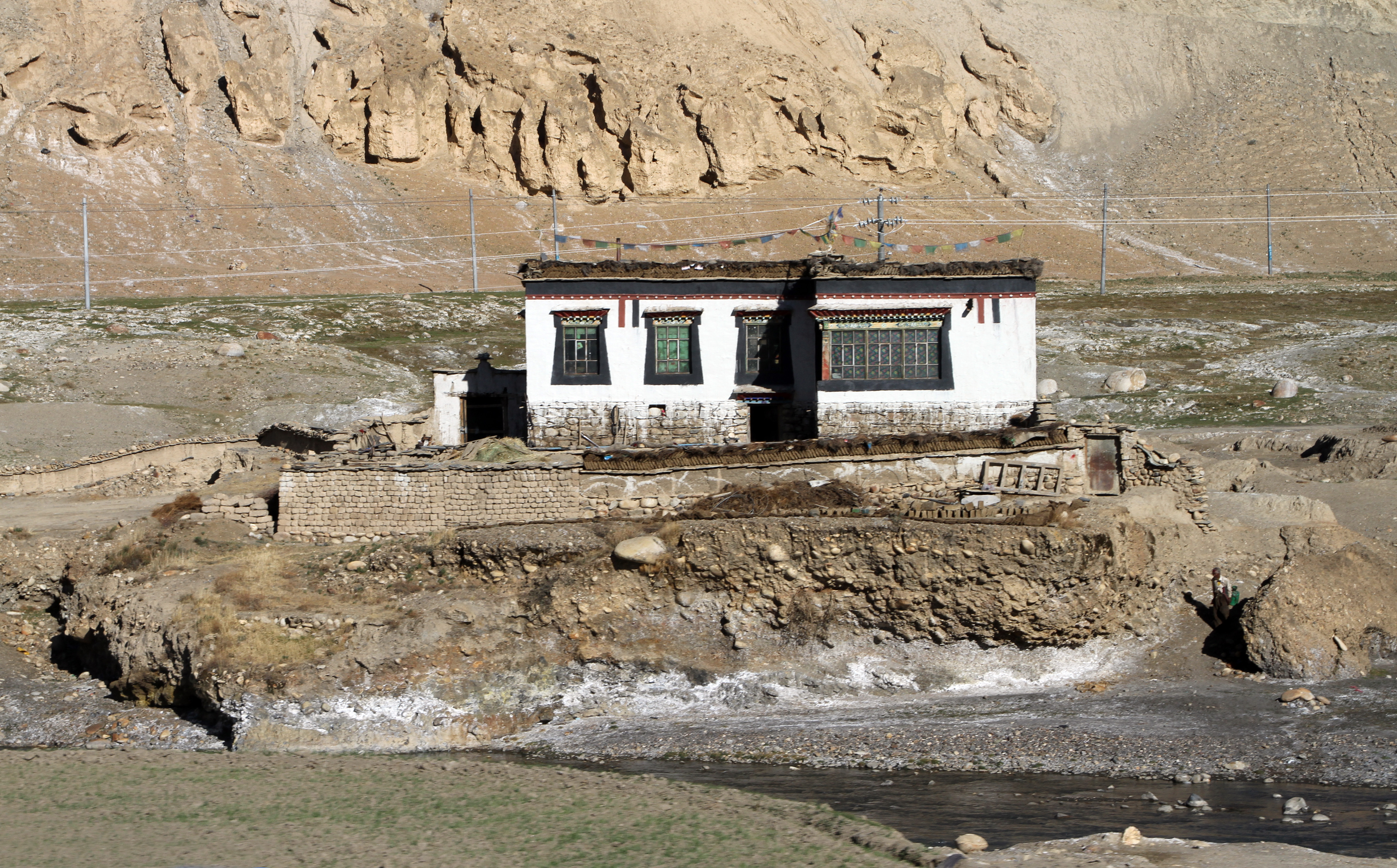
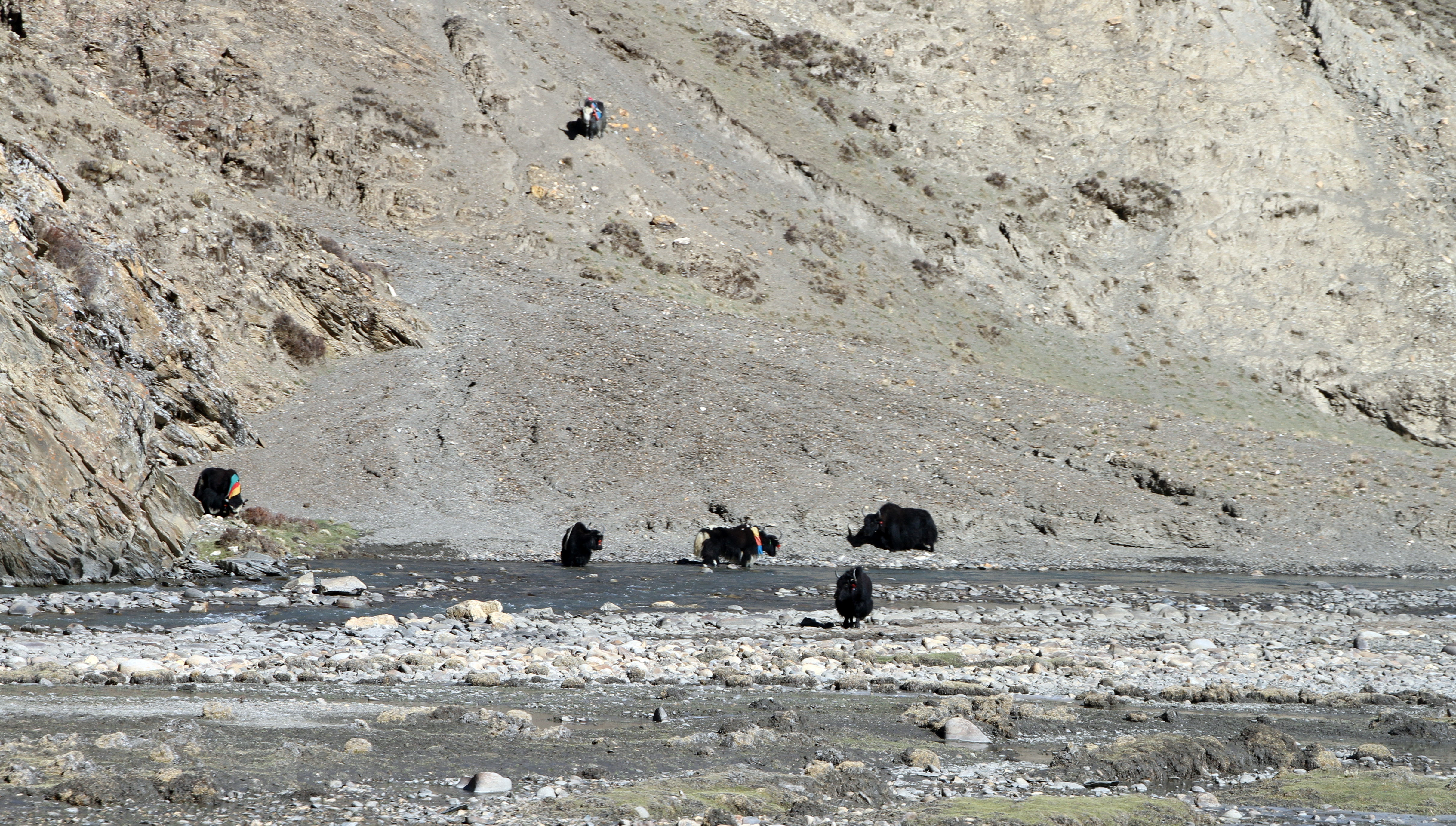
Yaks
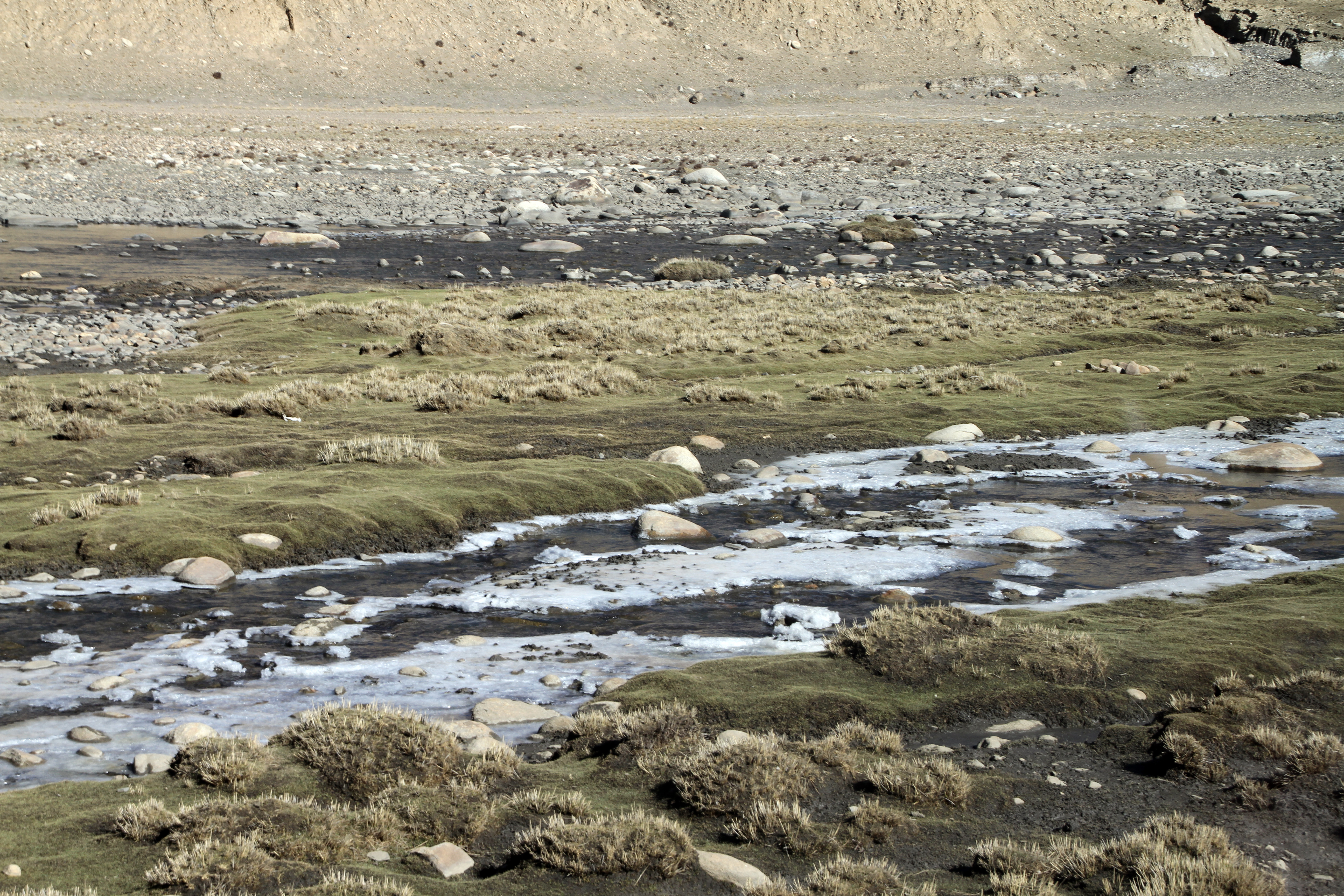
Gyatso La
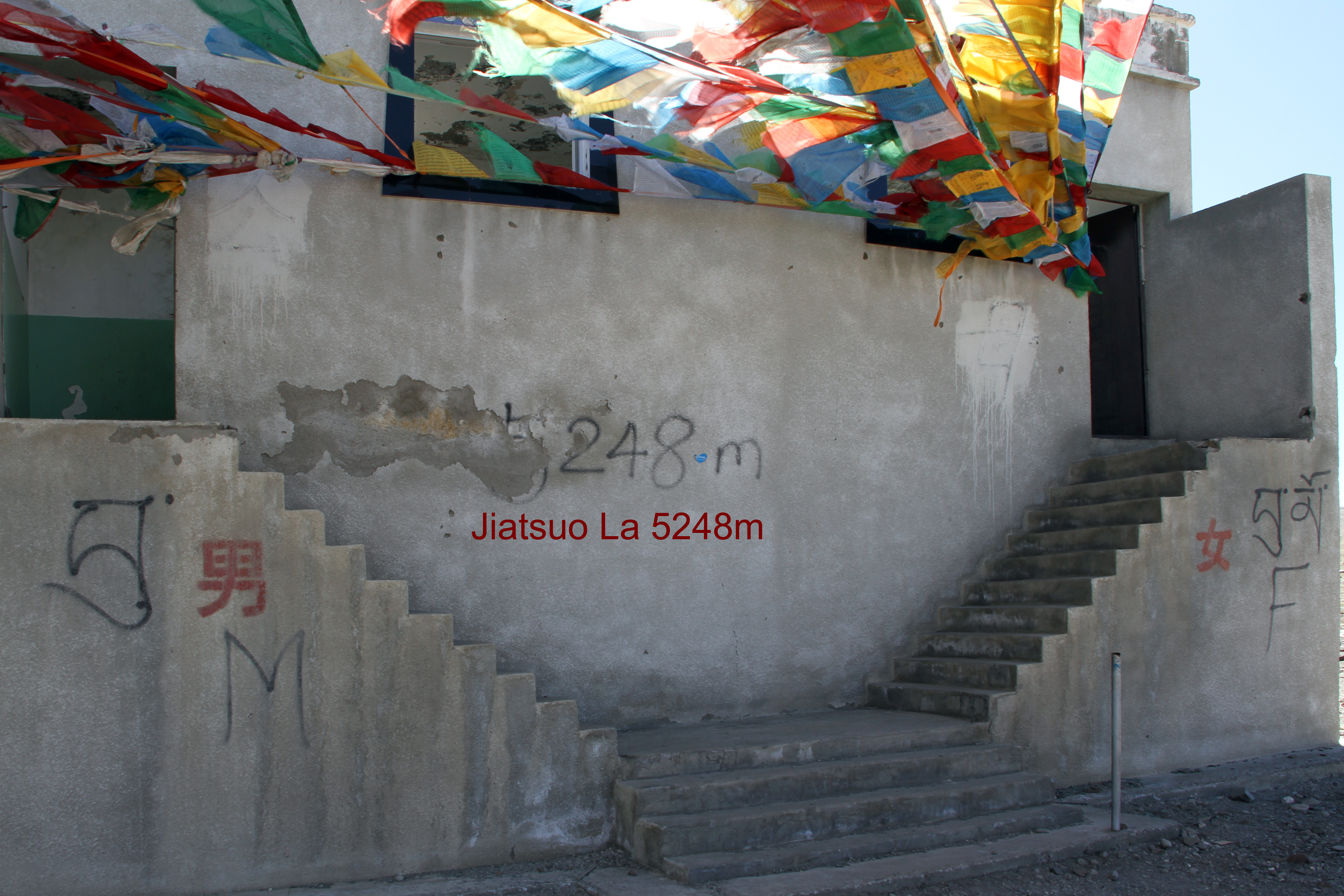
Gyatso La 5248m